# Caenurgina impressa
Caenurgina impressa är en fjärilsart som beskrevs av Butler 1872. Caenurgina impressa ingår i släktet Caenurgina och familjen nattflyn. Inga underarter finns listade i Catalogue of Life.